# Kur domácí

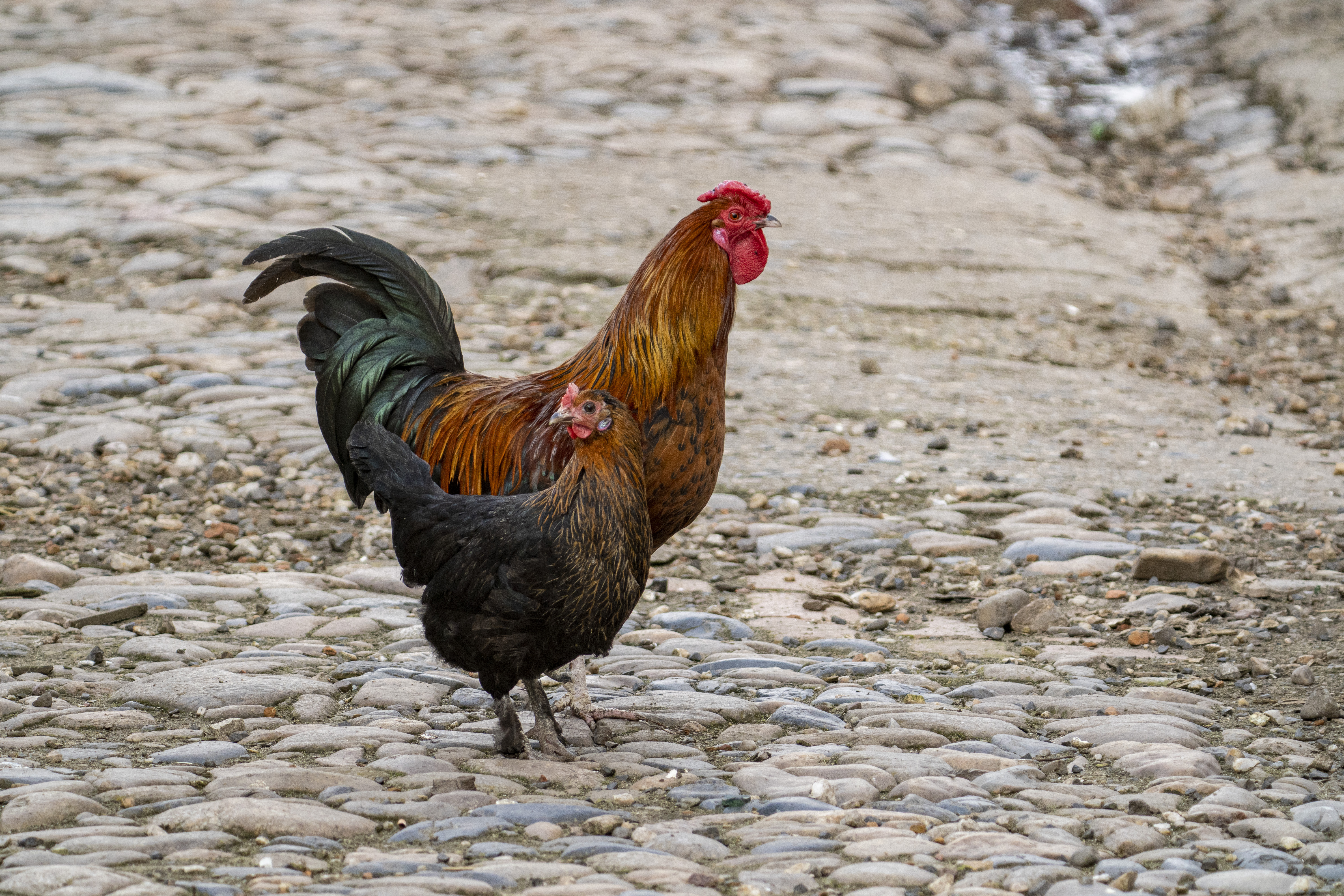
Kur domácí – slepice s kohoutem

Kur domácí (Gallus gallus f. domestica) je domestikovaný pták. Všechna plemena kura domácího pocházejí pravděpodobně z kura bankivského, lesního kurovitého ptáka žijícího v jihovýchodní Asii.
Domestikace proběhla před několika tisíci lety – kolem roku 3200 př. n. l. byl kur bankivský chován v Asii, především v Indii. Kolem 1400 př. n. l. chovali kury Číňané a Egypťané a v 7. století př. n. l. již byly domestikované slepice chovány v Evropě pro vejce a maso nebo někdy i pro peří. První domestikovaní kurové se však pravděpodobně chovali hlavně pro kohoutí zápasy. Ve středověku slepice volně pobíhaly na dvorku statků, šlechta je chovala v parcích jako okrasnou zvěř.[zdroj?]

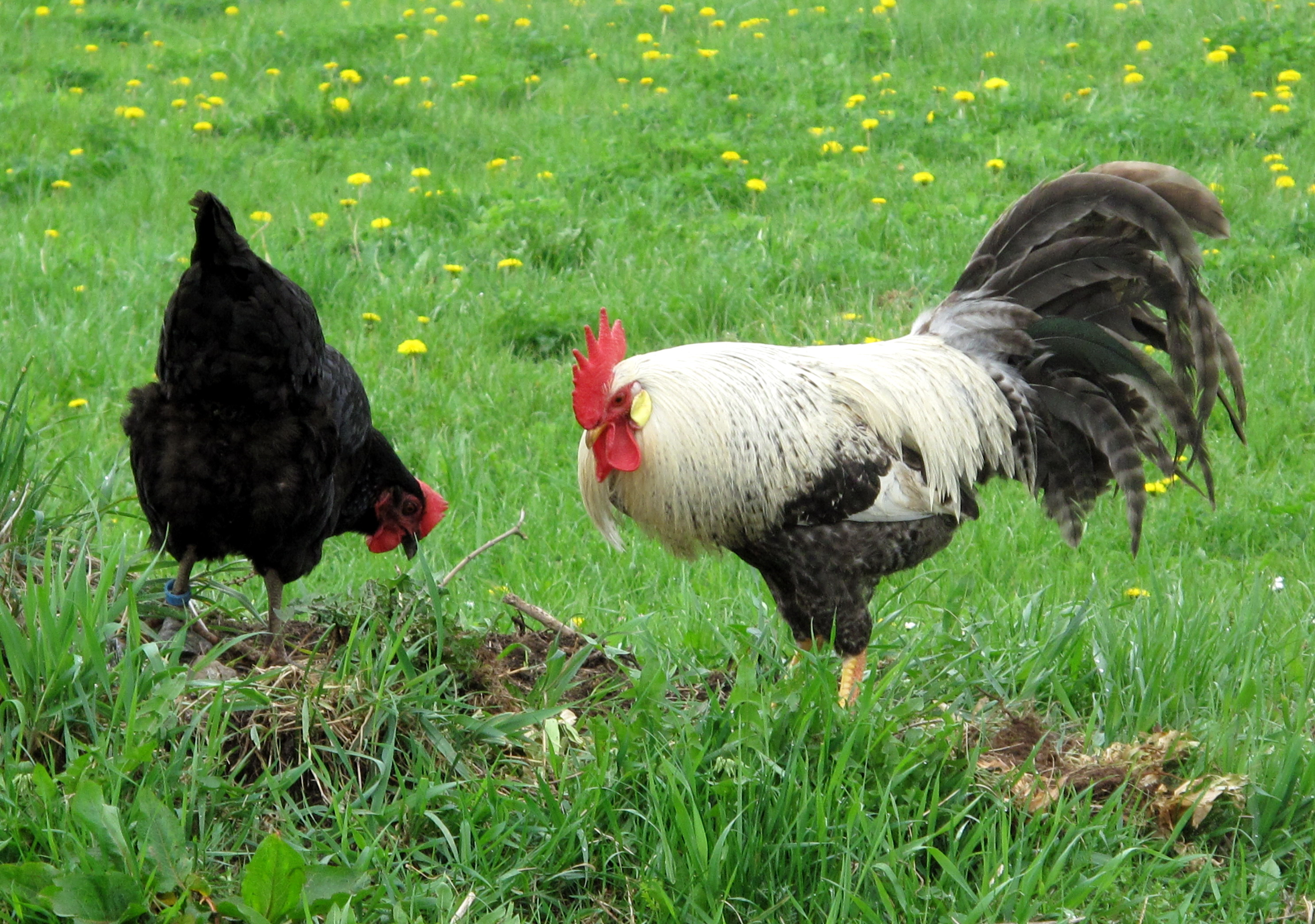
Slepice s kohoutem

První výstavy, stejně jako první intenzivní chovy, začínají od konce 19. století. V roce 2003 bylo na světě chováno přes 24 miliard domácích kurů, což z nich činí nejpočetnější ptačí druh vůbec.
Hovorově je kur domácí označován jako slepice nebo slípka, slípečka, slepička, moravskoslovenským nářečím slépka, obecně moravsky slepica, oblastně též kura, kůra, koura. Slepičí trus se oblastně označuje jako kuřinec, kuřina, slepičinec či slepičák. Jedná se o jedno z nejkvalitnějších přírodních hnojiv, jež je právě pro svou kvalitu i prodáváno a distribuováno.
Kompletní genom kura domácího byl „přečten“ a analyzován k roku 2023.
Kur domácí se chová hlavně kvůli produkci kuřecího masa a pro vejce. Svazy odborných chovatelů zabezpečují plemenitbu zvířat, ochranu genofondu a zvyšování úrovně plemen, zvláště hezká zvířata splňující standard bývají chovateli předváděna na výstavách. V některých státech se slepice stále chovají kvůli kohoutím zápasům.

## Biologie

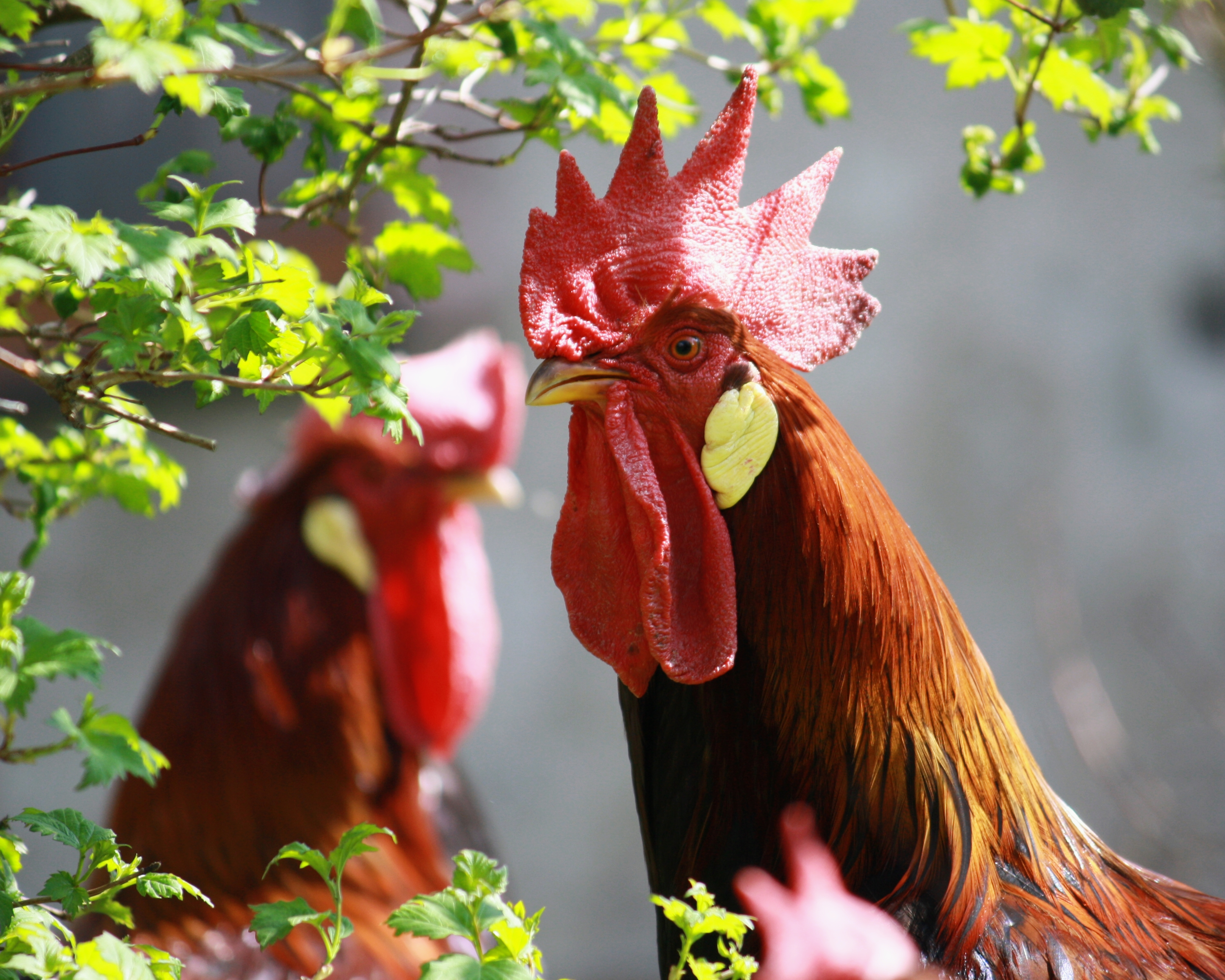
Vlaška koroptví – kohout s jednoduchým přisedlým hřebenem

### Vzhled

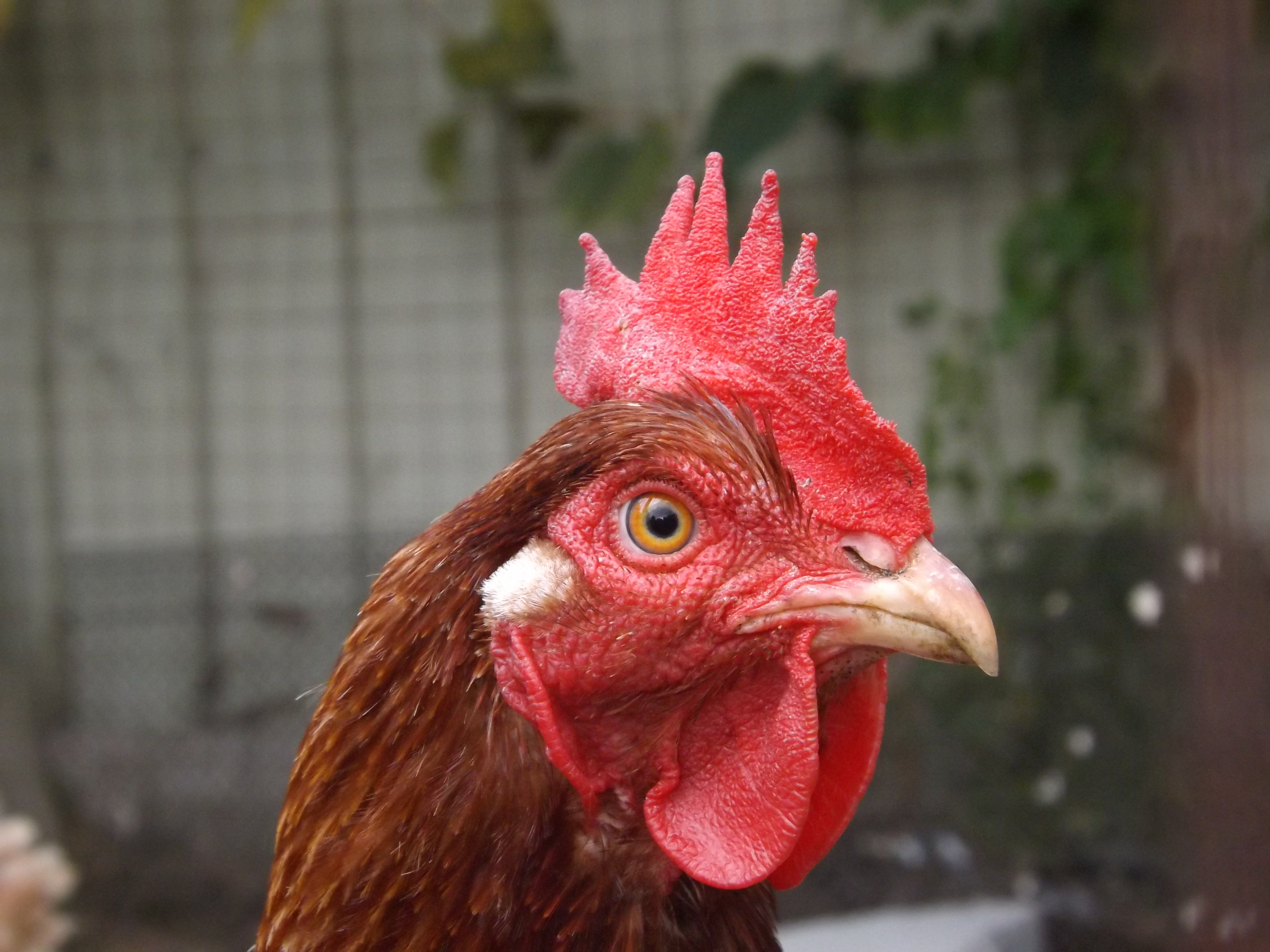
Detailní pohled na hlavu slepice

Kohouti jsou zbarvenější než slepice. Kurové mají různé barvy opeření, které záleží na plemeni. Mají krátký zobák uzpůsobený k zobání potravy.

#### Hlava
Vzrostlí jedinci mají na hlavě kožní výrůstky, které mohou mít v závislosti na plemeni různé barvy a tvary a které představují důležitý rozpoznávací znak jednotlivých plemen. Volně visící záhyby kůže na krku zvířete se nazývají krčními laloky, masitý kožní výrůstek na hlavě je hřeben. Hřebeny se dělí na jednoduchý (leghornky), růžicový (vyandotky), růžkový (francouzské laflešky), ořechový (malajky), hráškový (brahmánky, trojřadý), listový (francouzské hudánky), pohárkový (sicilské slepice) a další.
Jestliže má slepice na vrchu hlavy výlučně vzpřímená pera, má slepice chocholku. Malé kožní záhyby vedle uší se nazývají ušními závěsy. Obvykle neopeřená nebo jen málo opeřená část hlavy vymezená kořenem zobáku, očima, ušními závěsy a krčními laloky se nazývá obličej. Na obličeji některých slepic vytvářejí stvoly per tzv. kotletový vous. Pokud vous vyrůstá na hrdle, nazývá se krční vous. Vousatá plemena mají jen velmi malé nebo žádné laloky.

#### Nohy
Spodní část dolních končetin mezi patním kloubem a prsty se nazývají běháky. Obvykle jsou neopeřené a útlejší, jejich barva se liší v závislosti na plemeni. Opeřená část dolních končetin se nazývá stehno. Je to spíše spodní stehno; horní stehno není u drůbeže viditelné. Především kohouti mají na vnitřní straně každého běháku ostruhu, což je rohovitý neprokrvený výběžek, který kohouti používají v boji. Většina plemen slepic má čtyři prsty: tři směřují dopředu a jsou doširoka rozevřené, jeden směřuje šikmo dozadu a zajišťuje zvířeti jistotu během stání. Některá plemena slepic, například dorkinky, hudánky či faverolky, mají prstů pět.

### Životní nároky

#### Kurník a výběh

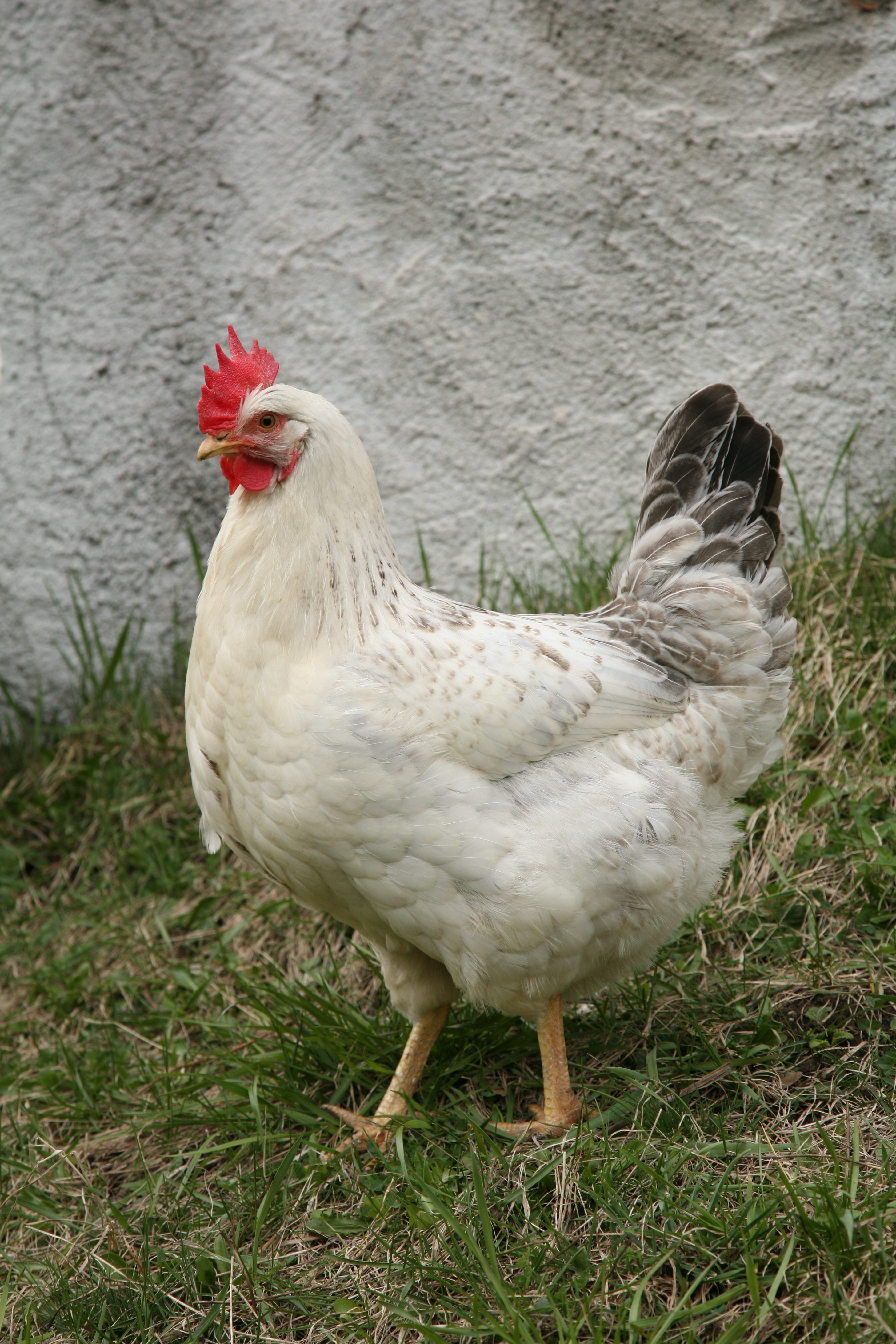
Kur domácí – kříženka

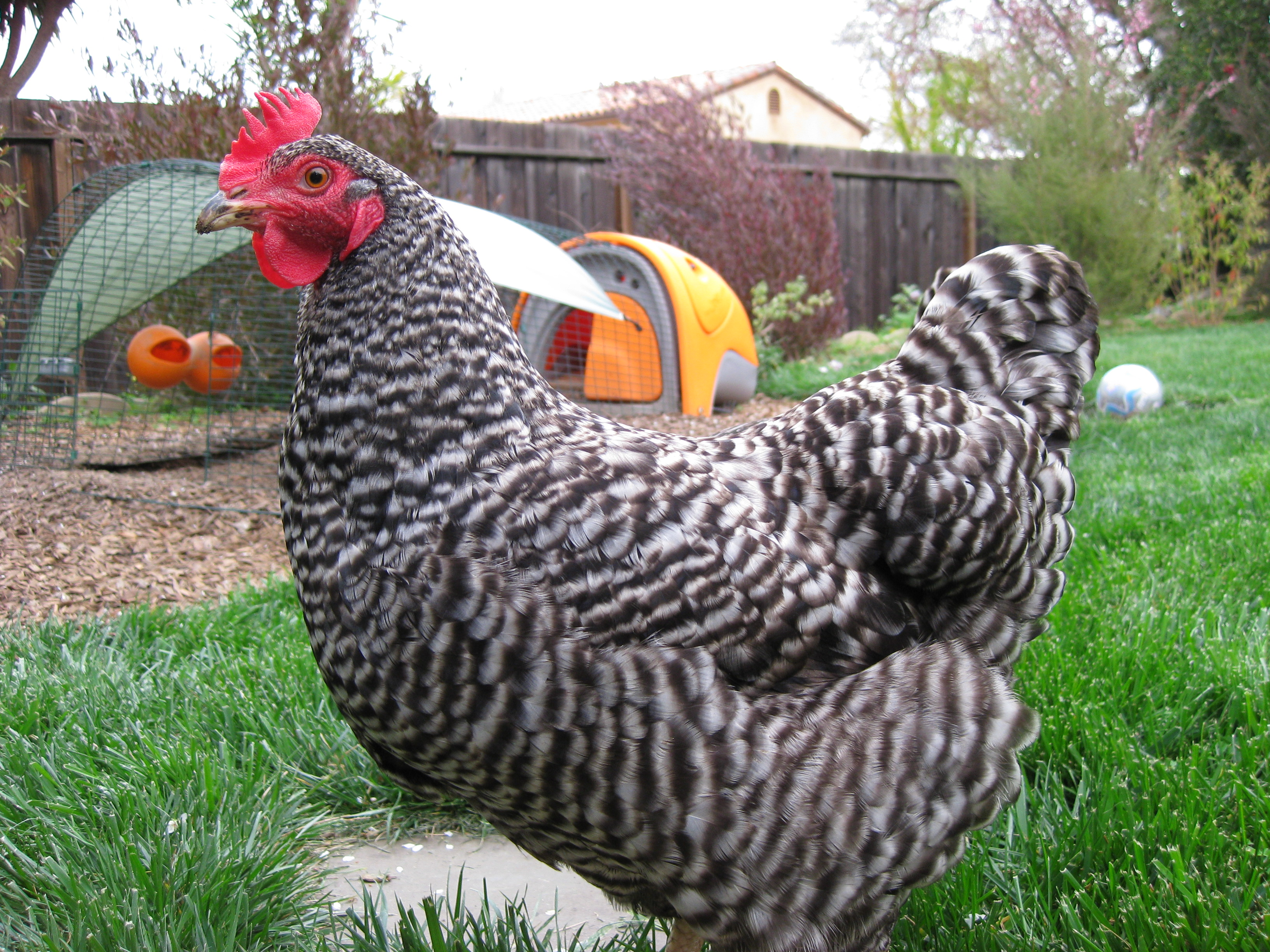
Amrokska

Slepice potřebují kurník jako ochranu proti nepřátelům, nepříznivému počasí a větru. Protože slepice špatně snášejí teplo, je třeba, aby se do kurníku dostalo výlučně ranní slunce. Kurník je možné postavit dřevěný nebo zděný. Pokud je to jen trochu možné, je vhodné stěny kurníku izolovat, tzn. použít dvě vrstvy dřeva, mezi nimiž se nachází izolační materiál. Toto opatření zabrání průniku velké zimy a extrémního horka. Vnitřní stěny kurníku by měly být natřeny barvou na beton. Čím hladší budou stěny a podlaha, tím lépe. Spáry a dírky jsou živnou půdou pro bakterie a cizopasníky a nikdy není možné je pořádně vyčistit. Prodyšnost je také velmi důležitá, zatuchlý a vlhký kurník může způsobit onemocnění. Čerstvý vzduch je naopak pro slepice důležitý. Větrání lze zajistit různými způsoby. Nejjednodušší větrání u malého kurníku je pomocí několika šoupátek pod hřebenem střechy, umístěných nejlépe proti sobě, aby vzduch mohl volně proudit. Je to potřeba udělat tak, aby otvory byly vysoko nad hřady, protože průvan může být slepicím nepříjemný. Jinou možností ventilace je jedno nebo více okének s jemným pletivem (proti hmyzu), otevřených po celých 24 hodin. Za mrazu je třeba taková okénka zavřít. Střecha kurníku by měla mít dostatečný sklon, popř. i okap. Na dně kurníku by měla být vrstva ostrého písku nebo nařezané slámy. Není vhodné používat neřezané seno nebo slámu, protože by se mohly slepicím omotat kolem běháků.
Výběh pro slepice je vhodný na zahradě s minimální plochou 10 m² na jedince. Ideální vhodná plocha pro kvalitní život slepic je prostor okolo 20 m² a více – nejlepší možná rozloha odpovídá 100 m² na 4 slepice. Čím větší prostor, tím si lépe slepice obstarají pestřejší stravu a budou spokojenější. Trávník je poté i méně rozhrabaný, když je dostatečný prostor, na němž se slepice mohou pohybovat, výkaly jsou také více rozprostřené.

#### Potrava

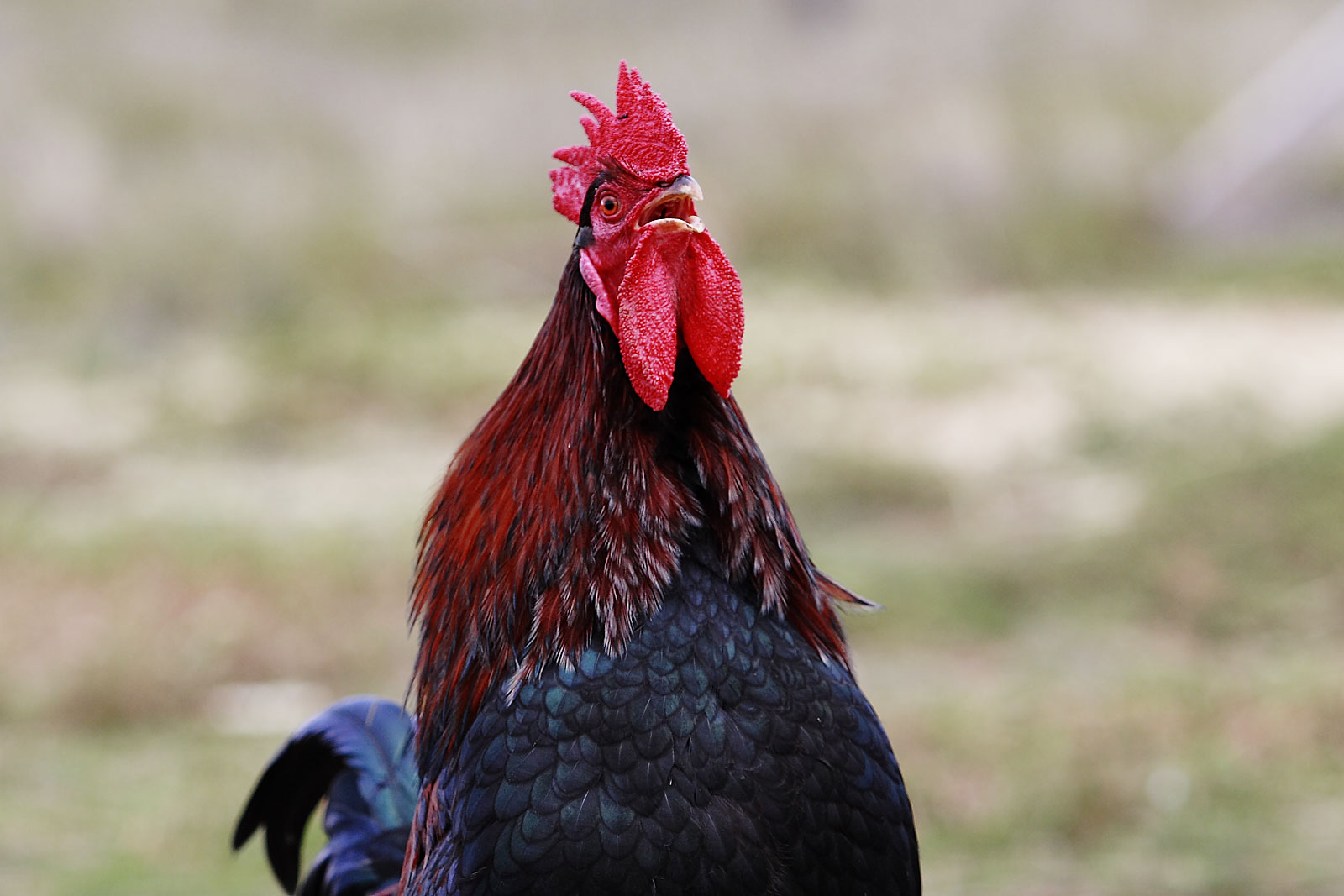
Kokrhající kohout

Slepice je všežravec. Živí se zrním (směs pšenice, ovsa, kukuřice a ječmene, někdy doplněná semínky slunečnice), zeleným krmením (bobuloviny, např. ostružiny nebo maliny; zelenina, např. salát, brokolice, mrkev, nať cibule nebo česneku, jetel, vojtěška, mladé kopřivy, tráva, pampelišky; nebo ovoce, např. jablka či hrušky), což je především bráno jako přilepšení, ale díky výskytu přírodních barviv mají příznivý vliv na zbarvení a kvalitu žloutku. Slepice si ve volném výběhu hledají také žížaly, ponravy, červy a různý hmyz. Pro dobrou snášku je důležité, aby krmení obsahovalo dostatek bílkovin, bez kterých slepice nemůže tvořit vejce, mezi zdroje patří například sója, mleté kosti, sušená krev popř. odpad z mléčné výroby, jako například syrovátka.
V obchodech je k dostání grit (vypálené a pomleté skořápky ústřic, které obsahují vápník nutný k tvorbě skořápky) a kamínky na trávení, které slepici v žaludku pomáhají rozmělňovat potravu. Místo gritu lze použít např. i vysušené roztlučené vaječné skořápky. Základ krmení v chovech bývá kompletní krmivo, které je obvykle ve formě sypké směsi nebo granulí. Problémem může být, že v dnešní době jsou do granulí přidávána antibiotika[zdroj?]. Denně by slepice měly dostávat 30–100 g této potravy, v závislosti na výdeji energie a druhu plemene. Důležité je zajistit, aby měly slepice přístup k čerstvé studené vodě, jelikož slepice spotřebují dvakrát více vody než krmiva. Pokud jsou slepice žíznivé, nesnáší vejce.

#### Rozmnožování
Kohouti bývají plodní od zhruba 7. měsíce a slepice může snášet vajíčka od 4.–6. měsíce věku, nicméně kvočnou, tj. slepicí natolik duševně vyzrálou, aby vyseděla vejce a postarala se o kuřata, se však stává až později (kolem 12. měsíce), a záleží také především na plemenu, jelikož některá mají kvůli nepřerušované snášce kvokavost eliminovanou, její výskyt se však ojediněle u nich může objevit, ovšem nelze na ni ve většině případů spoléhat. Před nástupem umělých líhní byly velice oblíbené krůty jako náhradní kvočny, jelikož se daly přimět snadno ke kvokání. Páření probíhá tzv. naskočením kohouta a nazývá se pojímání. Zatímco se kohout na slepici přidržuje zobákem, dojde k spojení kloak obou zvířat a přenosu spermií, které si slepice uloží do semenných schránek a opakovaně je využívá. Proto může slepice ještě 14 dní po spáření snést oplodněná vejce. K dostatečné oplozenosti vajec je zapotřebí optimální počet obou pohlaví určený temperamentem plemene, u lehkých plemen zvládne jeden kohout až 20 slepic, u středně těžkých až těžkých je to o 5–10 slepic méně. Slepice však nesnášejí vejce pouze po páření, v reprodukčním období v nějaké úžeji vymezené části roku jako je tomu u většiny ostatních ptáků. Tato vlastnost byla šlechtěním potlačena, takže snášejí i vejce neoplozená a to obvykle po celý rok.
Při znatelném oteplením vlivem prvních jarních měsíců začíná období kvokání, kdy některé slepice přestanou snášet, neústupně sedí na vejcích a nechce je opustit; chceme-li ji vejce odebrat, reaguje zlostně. Kvočna taky přijímá málo krmiva a často vydává kvokavé nebo naříkavé zvuky, může působit jako by byla nemocná. Na břiše slepice vzniká hnízdní nažina, tj. místo bez peří, díky kterému se zlepší přenos tepla ze slepice na vejce. Sezení na vejcích (kvokavost) trvá asi 21 dní, při kterých je třeba slepici z hnízda alespoň obden odstranit, jelikož zadržuje trus, u větších vajec o 1–2 dny déle, z menších vajec se líhnou kuřátka dřív. Jejich pípání, kterým se kontaktují s matkou, lze slyšet už den před vyklubáním. Líhnutí trvá několik hodin a probíhá pod tělem kvočny. Po vyklubání kuřat kvočna mladé po asi 6–7 týdnů vodí sem a tam, aby jim ukázala jejich životní prostor. Kuřata se od ní učí nápodobou správnému chování. Při hrozícím nebezpečí, chladu či dešti je kvočna schovává pod sebe do teplého peří. Kvokavost byla u mnohých plemen šlechtěním potlačena. Plemena pověstná kvokavostí s jistým odchovem potomstva jsou např. brahmanky, wyandotky nebo zakrslé rousné. Plemena, která kvokají zřídka nebo nikdy jsou např. fréské slepice, barneveldky, leghornky a hlavně všichni užitkoví kříženci. Jejich kuřata se proto musí nechat vylíhnout pod kvočnou jiného plemene nebo v umělé líhni.
Počet vajec, které slepice za život snese, je dán počtem jejích vaječných buněk, který zůstává od narození slepice fixní. Výkonné nosnice tuto zásobu spotřebují během několika let, méně výkonné nosnice mohou snést vejce i ve velmi vysokém věku (ojediněle např. i v 10 letech). Obvykle však po dosažení 5–6 let slepice již téměř vejce nesnáší nebo snáší málo a nepravidelně, v této době také přestává být plodný i kohout. Slepice snesou nejvíce vajec v prvním snáškovém období (cyklu), které je ukončeno pelicháním, což je periodicky se opakující období přirozeného fyziologického klidu, kdy u slepice dochází k výměně peří a slepice nenese; trvá asi 1–2 měsíce, také snáška v zimních měsících ustává ovšem z většiny kvůli zkrácení světelného dne. Ve druhém snáškovém cyklu snáší slepice méně vajec, která jsou však větší než vejce z prvního cyklu, takže výsledná hmotnost všech vajec z prvního a druhého cyklu je prakticky stejná.

#### Soužití s jinými zvířaty
Kočky někdy útočí na kuřátka nebo malá plemena slepic; psi, pokud nemají příliš rozvinutý lovecký instinkt, slepicím neubližují. Není vhodné chovat slepice spolu s drobnými zvířaty (morčata, malí králíci, malé kachny, křepelky, menší druhy bažantů, želvy), protože do nich slepice rády ze zvědavosti klovou. Je-li dostatek prostoru, soužití s kachnami, klidnými husami, krůtami, koňmi, prasaty, ovcemi nebo kozami bývá poklidné.

#### Uchopení slepice
1. položit ruku slepici na záda – slepice obvykle zůstane v klidu stát
2. mírně zatlačit – slepice se položí a lze ji snáze uchopit
3. druhou ruku podsunout pod slepici zepředu dozadu tak, aby se mezi roztaženými prsty ruky nacházely oba její běháky; dva prsty jsou tedy mezi jejíma nohama. První ruka přitom zůstává ležet na hřbetu zvířete a zabraňuje slepici mávání křídly.

Popsaným způsobem lze slepici držet a nést, aniž by propadla panice. Rozhodně by se neměla zvedat za křídla nebo za běháky vzhůru nohama, což je pro zvíře velmi nepříjemné. Nejlepší čas k chytání je večer za šera, když slepice hřadují a jsou klidnější a nestresují se.

#### Nemoci a parazité
- blechy a vši – sají krev slepicím a způsobují svědění.
- čmelíci – ve dne se skrývají v skulinách v kurníku a v noci sají krev hřadujícím slepicím. Mohou přenášet různé smrtelné nemoci.
- perožrouti, peříši, zápeřníci – paraziti živící se peřím slepic. Přírodní ochranou (dezinsekcí) proti parazitům může být podestýlka z listí ořešáku. Vlhké či mokré listí není nutno sušit, naopak je vhodné dávat na podlahu kurníků pro lepší nasáknutí mokré (pokud mají slepice možnost sezení na hřadle).
- vápenka – u slepic poměrně běžná choroba, která se projevuje šedavými otoky mezi šupinami na nohou. Šupiny se někdy odchlipují a noha vypadá jako „zvápenatěná“, jako kdyby se na ni vytvořily krystalky.
- namrzlý hřebínek a krční lalůčky – pokud je mráz a současně vlhko, může se vlhkost usazovat na lalůčcích a hřebínkách, které pak, zvláště pokud jsou velké, mohou namrznout. Tomuto je možné předejít dobrým větráním kurníku, lze též ohrožené části preventivně namazat čistou vazelínou.
- škrkavky – červi způsobující průjem a hubnutí slepic. Slepice se často nakazí červy při styku s volně žijícím ptactvem. Je vhodné slepice odčervovat preventivně, každých 6 měsíců.
- kokcidióza – kokcidie jsou střevní cizopasníci, nákaza se může projevovat mnoha způsoby od ochrnutí a celkového úpadku slepic až po absenci jakýchkoliv příznaků. Kokcidie se šíří trusem, takže nákaze se dá předejít dodržováním hygienických zásad.
- neštovice, záškrt a ptačí pseudomor – smrtelné a velice nakažlivé nemoci, proti kterým lze ale slepice nechat očkovat. Pro mladé slepice je též smrtelná a neléčitelná infekční bronchitida, avšak i proti ní lze očkovat.
- rýma (akutní koryza) – rýmu způsobuje bakteriální infekce a dá se tedy úspěšně léčit antibiotiky. Slepice těžce až sípavě dýchají, mají vlhké nosní dírky a oteklá víčka.

## Chov slepic

Slepice se na dvorcích chovají od nepaměti

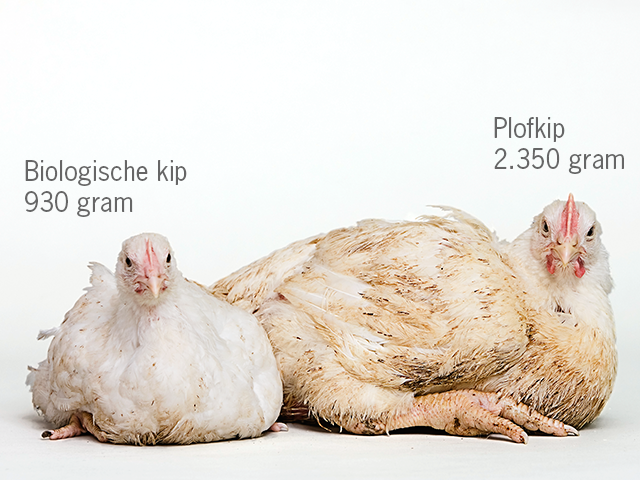
Kuře z ekofarmy a z klasického chovu

### Pro maso
Slepice chované pro produkci masa se označují jako brojleři, resp. kvůli nízkému věku při porážce (cca 30–50 dní) jako brojlerová kuřata. Odhaduje se, že na světě je chováno 20 miliard brojlerů; z toho 24 % v USA, 18,5 % v Číně, 14 % v Evropské unii (na zbytek světa pak připadá 43,5 %).

#### Charakteristika
Brojleři byli vyšlechtěni k rychlému nabírání svalové hmoty při co nejmenší spotřebě krmiva. Dospělec kura bankivského váží obvykle pod 1 kg, což je váha, které dosáhnou brojleři během pár týdnů. Účinnost přeměny krmiva na svalovou hmotu vyjadřuje konverze krmiva, což je množství krmiva potřebné na získání jednotky hmotnosti. Zatímco v roce 1976 bylo k dosažení hmotnosti 2 kg potřeba 5 kg krmiva, v roce 1997 to bylo již jen 3,3 kg.
Mezi brojlery a nosnicemi jsou některé rozdíly v chování. Brojleři stráví sezením nebo odpočíváním více než 75 % času, zatímco nosnice (srovnatelného věku) méně než 30 %. Brojleři vykazují také velmi málo tendencí k popelení nebo protahování křídel (u nosnic je např. tendence k popelení tak silná, že i když nemají kde se popelit, pokouší se popelit „ve vzduchu“ na drátěné mřížce v kleci).

#### Chov a problémy
Brojleři nejsou chováni v klecích, jsou chováni v halových systémech na podestýlce z např. hoblin, slámy nebo rašeliny. Jejich problémy plynou především z enormně rychlého nárůstu svalové hmoty, který značně předbíhá vývoj ostatních orgánů a systémů. Jejich nohy jsou slabé, přetěžované, často zdeformované, což jim znesnadňuje pohyb. Těžký prsní sval jim přemisťuje těžiště směrem před tělo. Různé studie udávají procento kuřat, která před porážkou mají zjevné potíže při pohybu nebo dokonce chodit nemohou (místo toho se plazí podpírajíce se křídly), nejčastěji mezi 10 % až 30 %. Kuřata dále trpí problémy vzniklými přetěžováním oběhového systému, který se nedokáže vypořádat s tak rychlými přírůstky. Dochází např. k nedostatečnému zásobování kyslíkem a městnání tekutiny ve vnitřních orgánech.

### Pro vejce
Slepice chované za účelem produkce vajec se nazývají nosnice. Dnešní průmyslově chované nosnice vznikly cíleným šlechtitelským procesem křížením různých linií. Nazývají se nosní hybridi a nepočítají se k žádnému určitému plemeni. Dokážou dobře zhodnocovat krmivo a snesou v prvním snáškovém cyklu téměř každý den jedno vejce. Ten začíná ve 20–30 týdnu věku. Nosnice tohoto stáří se označují jako kuřice.

#### Chovy klecové
V Evropské unii jsou v klecích chovány dvě třetiny slepic, v České republice přes 90 % slepic. Tento způsob chovu je nejlevnější, ale pro slepice zcela neuspokojivý. Vejce z těchto chovů bývají označena jako „vejce nosnic v klecích“. Rozlišují se klecové systémy neobohacené a obohacené.
Neobohacené klece

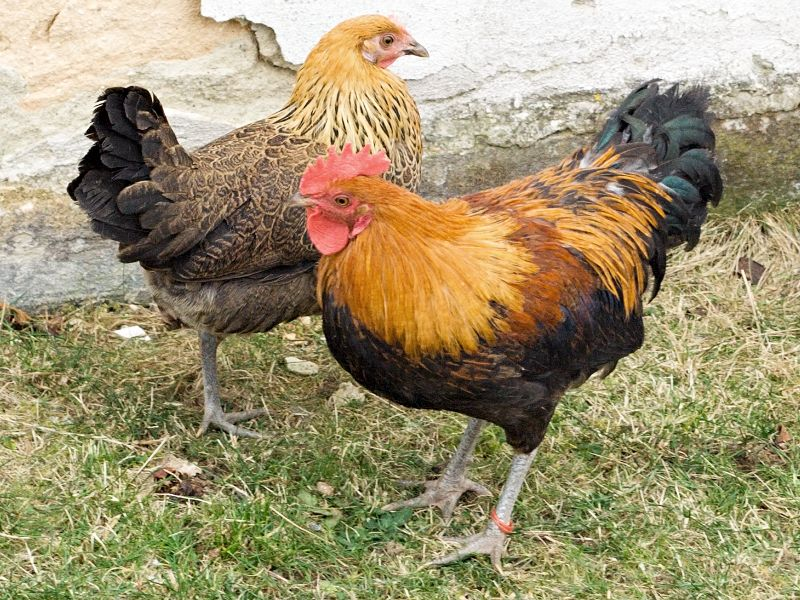
České národní plemeno – česká zlatá kropenka

V neobohacených (=neupravených) klecích žijí nosnice (=slepice, které jsou chovány pro produkci vajec nezamýšlených k líhnutí) na ploše min. 550 cm² (pro srovnání – list papíru formátu A4 má obsah 623,7 cm²). Slepice stojí na holé drátěné podlaze, kam taky snáší vejce. Podlahy jsou šikmé, aby se vejce po snesení skutálelo na pásový dopravník v zadní části klece. Nosnice nemají možnost pohybu a je jim bráněno v instinktivním chování jako hrabání, klování, hledání potravy, snášení vajec do hnízda, popelení se, protáhnutí se, roztažení křídel, atd. Kvůli nemožnosti hrabat mají slepice přerostlé zdeformované drápy, kterými si často způsobují zranění. Často také dochází k vyklovávání peří. Toto chování je vysvětlováno jako nenormální obživné chování, které nastává v důsledku nedostatku příležitostí klovat do něčeho. Chov v neobohacených klecích by měl být dle směrnice EU 1999/74/ES zakázán od 1. 1. 2012.
Obohacené klece
V obohacených (=upravených) klecích musejí mít slepice podmínky lepší: větší využitelnou plochu, min. 600 cm², hnízdo, jehož plocha se nezapočítává do využitelné plochy a v jehož prostoru nesmí být drátěná podlaha, dále plochu umožňující obrušování drápů, popeliště a vhodné hřady skýtající nejméně 15 cm na jednu nosnici. V kleci také musí být prostor s materiálem umožňující hrabání a klování. I tyto upravené klece jsou však terčem kritiky ochránců přírody. Jedním z argumentů bývá, že prostor 600 cm², který slepicím poskytují je stále příliš malý – viz následující tabulka.
| Druh chování       | Rozloha potřebná k uskutečnění tohoto chování v cm² | Rozloha potřebná k uskutečnění tohoto chování v cm² |
| Druh chování       | Průměr                                              | Rozsah                                              |
| ------------------ | --------------------------------------------------- | --------------------------------------------------- |
| stání              | 475                                                 | 428–592                                             |
| hrabání v zemi     | 856                                                 | 655–1217                                            |
| čechrání peří      | 873                                                 | 609–1362                                            |
| protahování křídel | 893                                                 | 660–1476                                            |
| urovnávání peří    | 1151                                                | 800–1977                                            |
| otáčení se         | 1272                                                | 978–1626                                            |
| mávání křídly      | 1876                                                | 1085–2606                                           |

Ochránci dále kritizují, že prostředí klecí je příliš umělé a nepřirozené. Kupř. místo aby bylo slepicím umožněno smysluplně hrabat a klovat při hledání potravy, je jim pouze umožněno obrušovat si v kleci drápy o speciální plochu, resp. bezúčelně do ní klovat. V klecových systémech jsou častá zranění chodidel slepic od tenkého drátu, na němž stojí (tlustší drát více poškozuje vejce) a ztráta peří oděrem o stěny klece. Slepice jsou také vystrašenější a reagují na člověka mnohem bojácněji než v bezklecových systémech.
Výhody klecových chovů
V chovech se lehce udržuje hygiena; vejce nepřichází do styku s výkaly nosnic, které propadávají dírami v pletivu. Je možná vysoká míra automatizace (zaměstnanci např. nemusí vyhledávat vejce snesená mimo hnízda). Díky vysoké hustotě slepic, které produkují biologické teplo, není třeba haly vyhřívat. Prostředí s relativně nízkým obsahem čpavku (z trusu) a prachu (málo nebo žádná podestýlka) minimalizuje riziko nemoci z povolání. Ve srovnání s ostatními chovy jsou výrobní náklady na slepici nejmenší.

#### Chovy neklecové (alternativní)

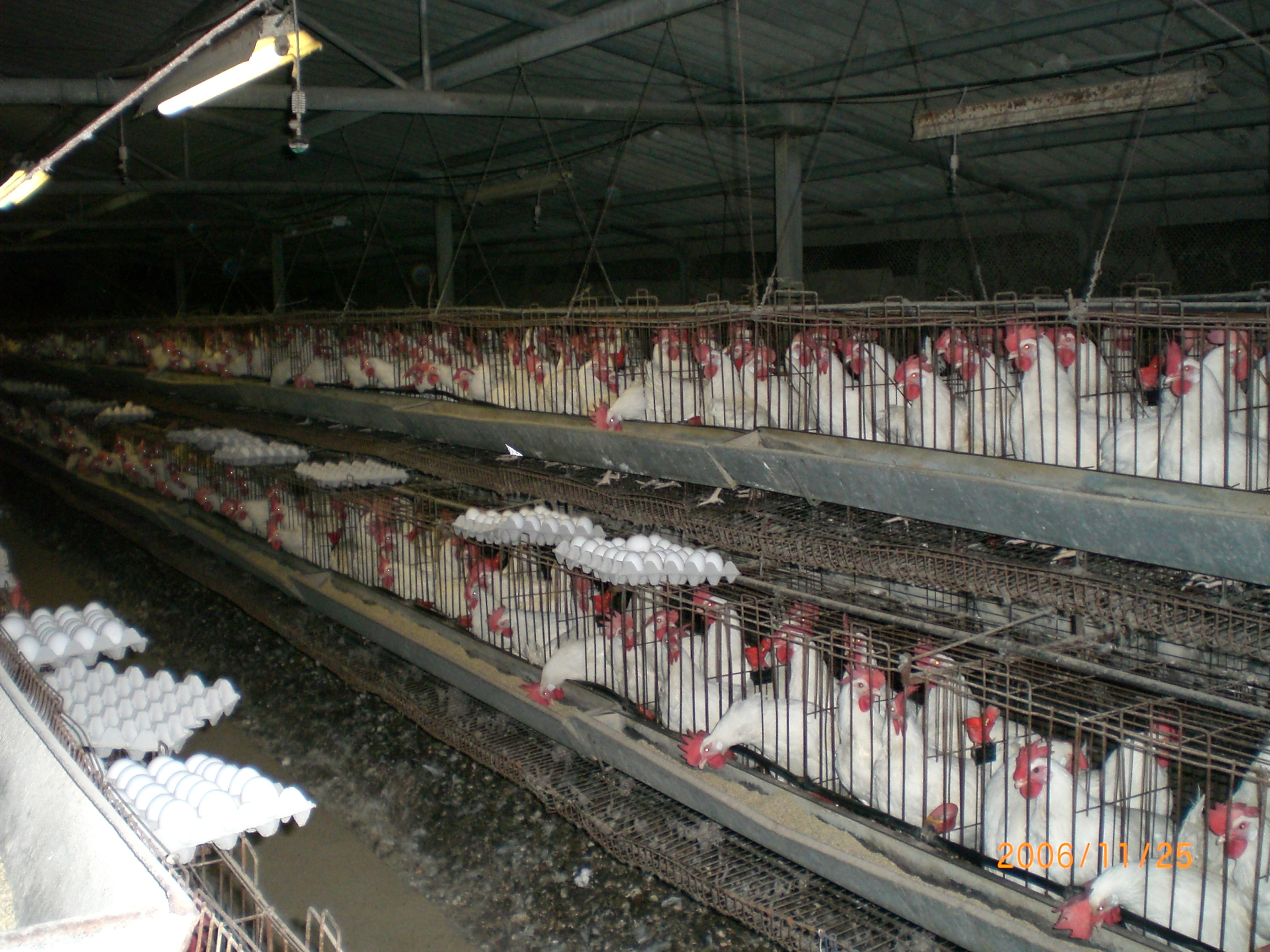
Bateriové klece

Chov na podestýlce
Slepice jsou stejně jako v klecových systémech chovány v halách, mohou se však volně pohybovat, hřadovat a snášet vejce do hnízd. Podlaha je minimálně z jedné třetiny pokryta podestýlkou ze slámy, písku, hoblin, apod. V nově budovaných chovech nesmí být hustota slepic větší než 9 slepic na m² (tj. asi 1 111 cm² na slepici), v již existujících je do 1. 1. 2012 povolena hustota do 12 slepic na m² (tj. asi 833 cm² na slepici). V ČR jsou tímto způsobem ve velkochovech chována asi 3 % nosnic.
Výběhový chov
Slepice žijí v halách stejně jako u podestýlkového chovu, ale musí mít volný přístup na přilehlý terén, částečně pokrytý vegetací. Do této skupiny je také možno zařadit tradiční chov slepic na dvorku nebo v kurníku. Běžný domácí chov slepic spolu s ekologickým chovem je z pohledu slepic ten nejpříjemnější.
Ekologický chov
Měl by zaručovat nejlepší komfort pro slepice. Slepice musí mít prostor k hrabání, ke snášení vajec do hnízda, popelení se, možnost hřadování a celodenní přístup do výběhu. V jednom chovu může být maximálně 3000 nosnic, v hale maximálně 6 slepic na m² (to je asi 1667 cm² na slepici), ve výběhu připadne na každou slepici 4 m². V hejně jsou někdy chovány spolu s kohouty, jejichž přítomnost snižuje agresivitu mezi nosnicemi. Slepice musejí být krmeny opět jen produkty ekologického zemědělství. Certifikát se ekofarmám dává na dobu 15 měsíců, poté musí zemědělci znovu zažádat o kontrolu. Poptávka zatím převyšuje nabídku, v roce 2008 byli v ČR pouze dva producenti bio vajec.
Některé studie uvádějí, že vejce z ekologického zemědělství mají oproti vejcím z jiných chovů vyšší nutriční hodnotu, ovšem oproti tomu je mnoho studií, které nenašly velké nutriční rozdíly mezi vejci z různých typů chovu. Toto téma je celkem ošidné. Ukáže čas a více studií, co je pravda a která vejce jsou kvalitnější.
Nevýhody alternativních chovů

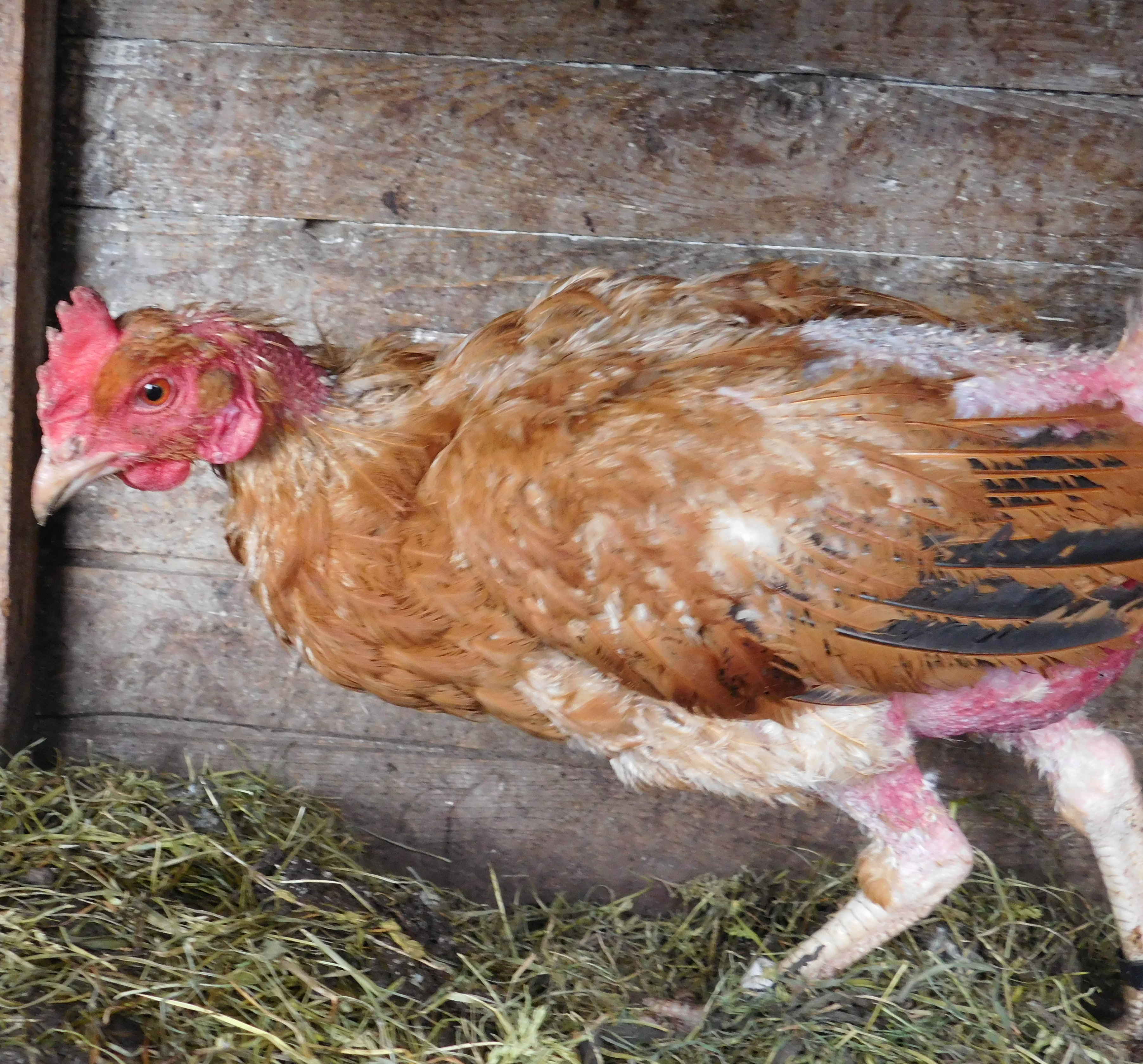
Slepice s vyklovaným peřím

1. Vejce bývají častěji bakteriálně znečištěná v důsledku kontaktu s trusem nosnic. Dalším problémem je snášení vajec mimo hnízda a obvykle vyšší procento vajec nakřáplých. Kvůli těmto faktorům produkují alternativní chovy více než chovy klecové množství méně rentabilních vajec třídy B, která nejsou určena pro konzumaci. Výše uvedené problémy však lze vhodnou organizací a vedením chovu minimalizovat,[20] nicméně to zase zvyšuje nároky na odbornost chovatelů a ošetřovatelů.[14] Ve výsledku mají tyto chovy vyšší produkční náklady, které jsou dále zvyšovány zvýšeným úhynem slepic v důsledku styku s přirozenými nepřáteli (u chovů s výběhem), například krahujci nebo liškami. Volně žijící zvěř, především kačeny, také působí jako vektor (přenašeč) infekčních onemocnění, nutno však podotknout, že slepice alternativních chovů mají díky možnosti pohybu zase menší výskyt metabolických onemocnění.[20]
2. Bylo zjištěno, že téměř v 10 % alternativních chovů jsou přesaženy limity EU v obsahu dioxinů a jim podobných látek ve vejcích. Týká se to chovů, kde jsou slepice chovány na podestýlce z hoblin, které byly vyrobeny z impregnovaného dřeva.[20]
3. Když jsou slepice v příliš malém prostoru s vysokou teplotou a je jich tolik, že ho nemají dostatek, nebo nemají dostatečně pestrou stravu, často si vzájemně vyklovávají peří. Míra klování slepic se liší podle jejich postavení; níže postavené, méně inteligentní, méně dominantní nebo méně agresivní slepice jsou klovány více, výše postavené, inteligentnější nebo agresivnější slepice méně nebo vůbec. Vyklovávání může způsobit krvavé zranění, které pak následně ostatní slepice štípají a pojídají a může dojít i k uklování (zabití slepice prostřednictvím kanibalismu). Vyklovávání peří lze alespoň částečně zabránit zvětšením výběhu v prostorech s velkým podílem zelených rostlin a zvětšením podílu minerálních látek a vitamínů v krmení, a to především kvalitními krmícími směsmi pro slepice.[21]
4. Závažným problémem alternativních chovů je výskyt kanibalismu, který se sice v klecových chovech vyskytuje také, ale díky separaci ptáků v klecích jen v omezené míře. Lze mu do značné míry zabránit kauterizací zobáků (=uštípnutím špičky zobáků žhavým ostřím u kuřat mladších 10 dnů), která však zvyšuje produkční náklady a může ptákům způsobit značnou bolest. Prozatím (2009) není známa příčina kanibalismu. Některé teorie ho dávají do souvislosti s nízko proteinovou dietou nebo s nedostatkem sodíku. Kanibalismus je významně ovlivnitelný řízením chovu, např. jeho výskyt zvyšuje světelná stimulace podporující časnější nástup období snášení vajec a lepší využívání hnízd; další rizikový faktor je příliš velká hustota chovu. Je také závislý na druhu chovaných slepic a bylo ukázáno, že jej lze šlechtěním odstranit, nicméně případná selekce by byla ekonomicky značně problematická.[20] Za jednu z příčin kanibalismu se považuje forma výživy, která je dělána tak, aby ji slepice mohla rychle sníst. Doporučuje se dávat hůře spolknutelnou potravu, s kterou má slepice, tak jako v přirozeném prostředí, více práce a musí ji nejprv zpracovat.[22][23] Velmi častý kloakální kanibalismus je odůvodňován také tím, že zduřelá kloaka vypadá na těle slepice zajímavě a některé slepice do ní ze zvědavosti klovnou. Poté, co zjistí, že je kloaka dobrým a chutným zdrojem potravy v klování pokračují a nápodobou se to od ni naučí i ostatní slepice, čímž kanibalismus v hejnu rozšíří.[20][24]
5. Dalším problémem je pojídání vajec slepicemi. Může být způsoben podáním nerozmačkané a nevysušené skořápky z vejce, jelikož si poté slepice může uvědomit, že skořápky jsou součástí vajec (stejný tvar, barva a chuť), nebo zvědavostí slepic (slepice např. ze zvědavosti ochutnají nakřápnuté vejce). Slepicím lze zabránit klovat vejce odstraněním slepice, která vejce požírá (slepice se však velice rychle tento zlozvyk od jiné slepice naučí), kauterizací zobáků, vyfouknutím několika vajec, jejich naplněním hořčice s pepřem a vložením do hnízda, a nebo vytvořením speciálního dvoudného hnízda.

### Domácí chovy

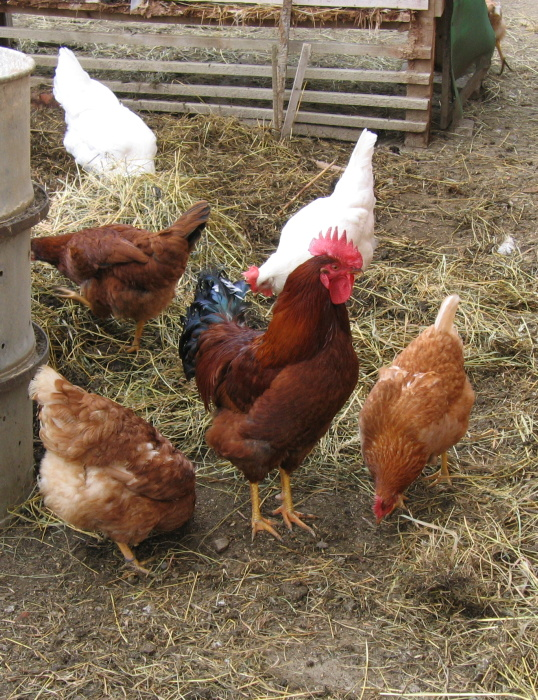
Při domácím chovu slepic na vesnici je nutno vytvořit přirozené prostředí. Vhodná je podestýlka, travnatá plocha, otevřený kompost
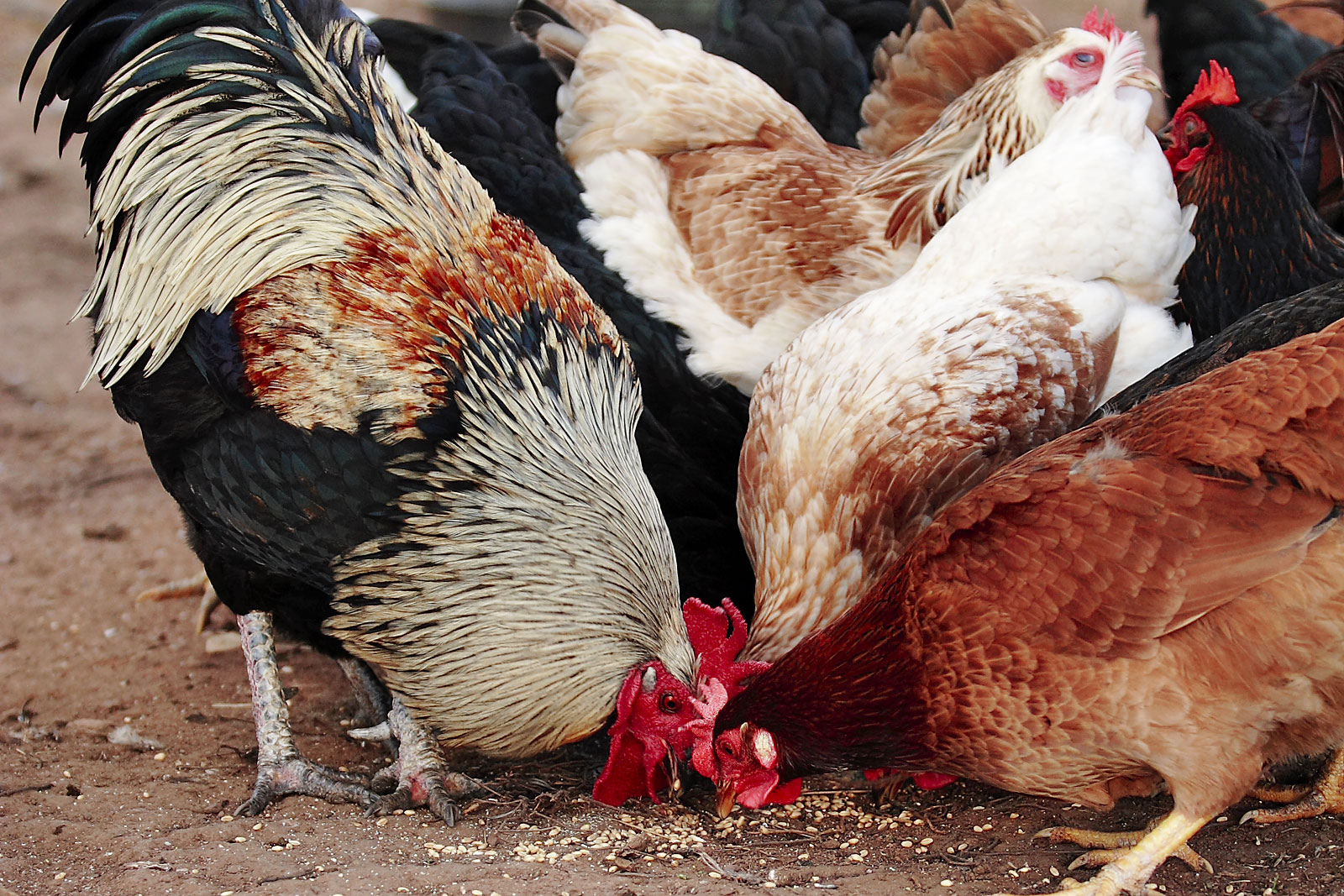
Na oko prosté slepičí hejno má velmi složitou a přísnou hierarchii a svá pravidla
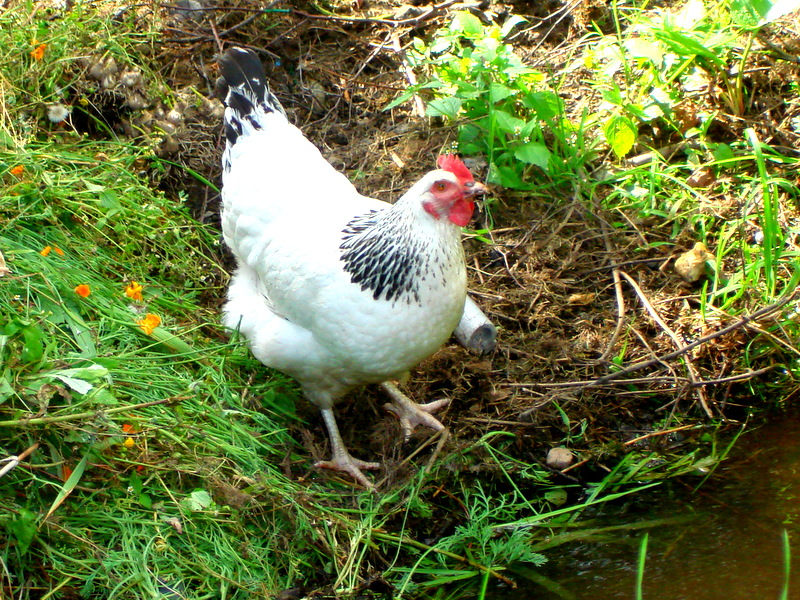
Slepice ve volném výběhu
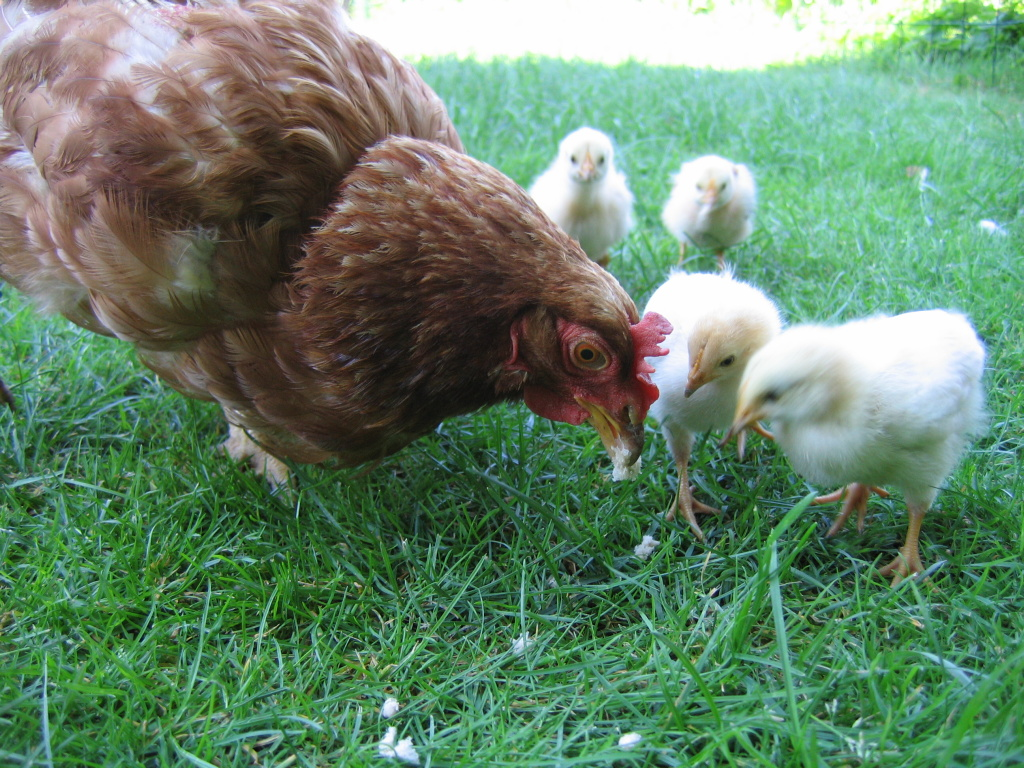
I přes generace Křížení a tvorbu „průmyslových“ plemen, se chování kvočny s kuřaty zásadně neliší od druhů žijících ve volné přírodě
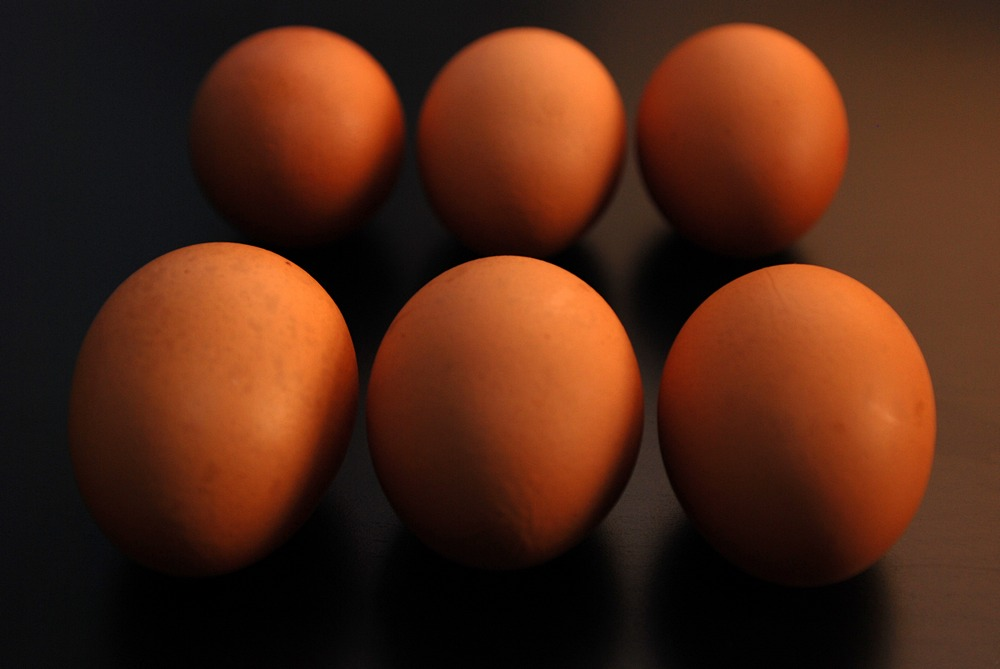
Vejce kura domácího
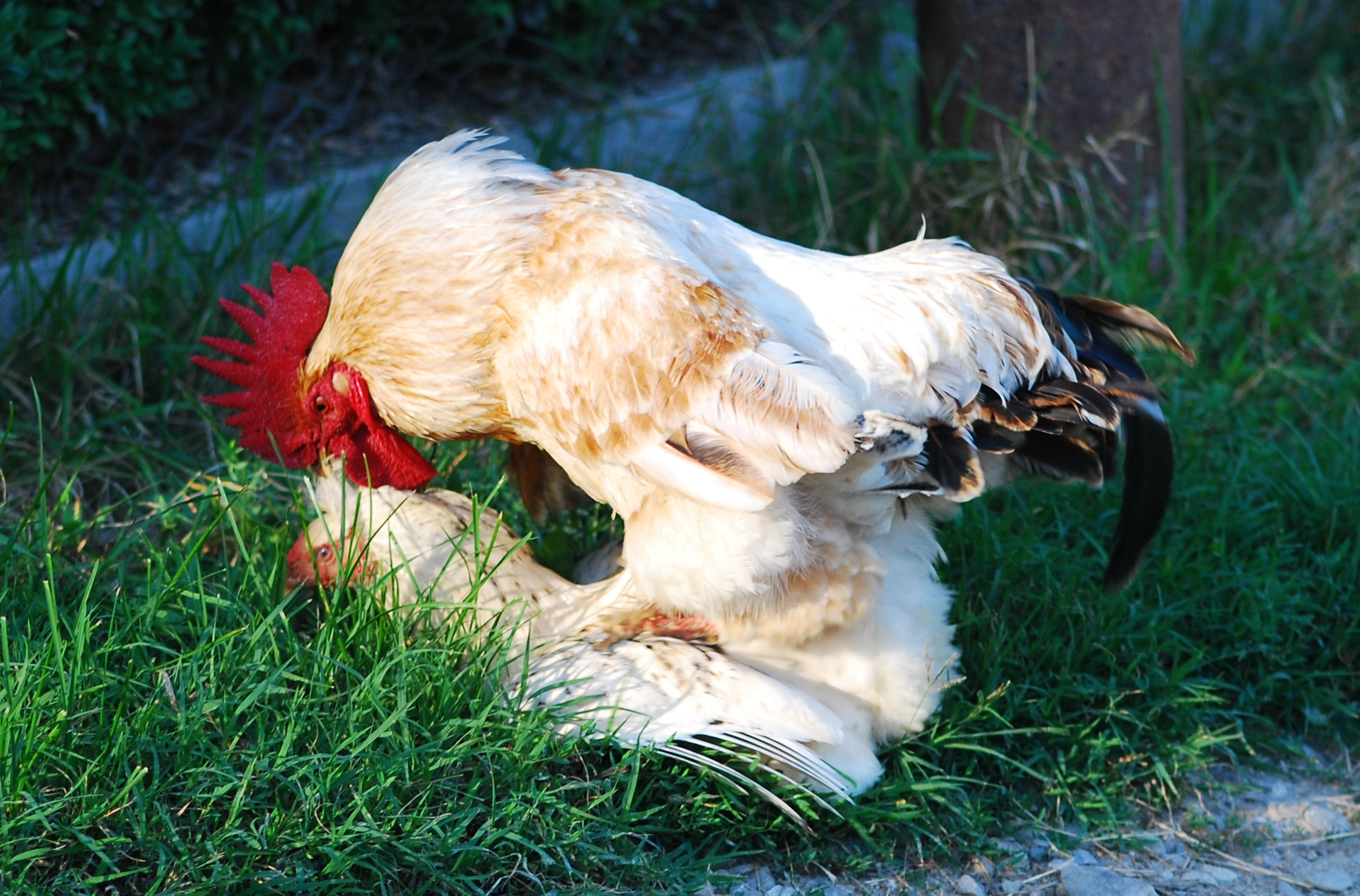
Páření kura domácího, chovateli nazývané jako „pojímání“
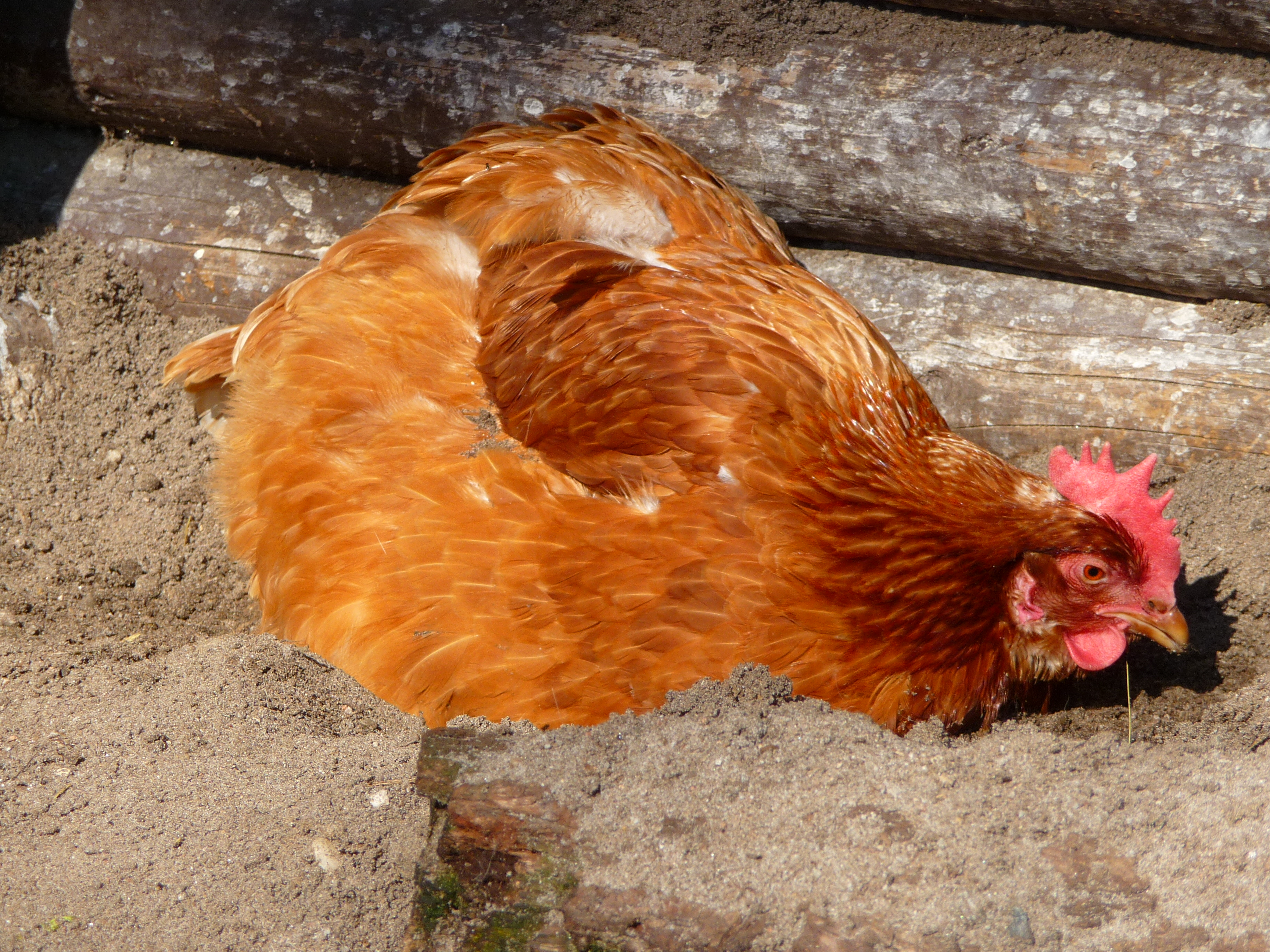
Koupání v prachu za účelem očisty proti cizopasníkům, zvané popelení
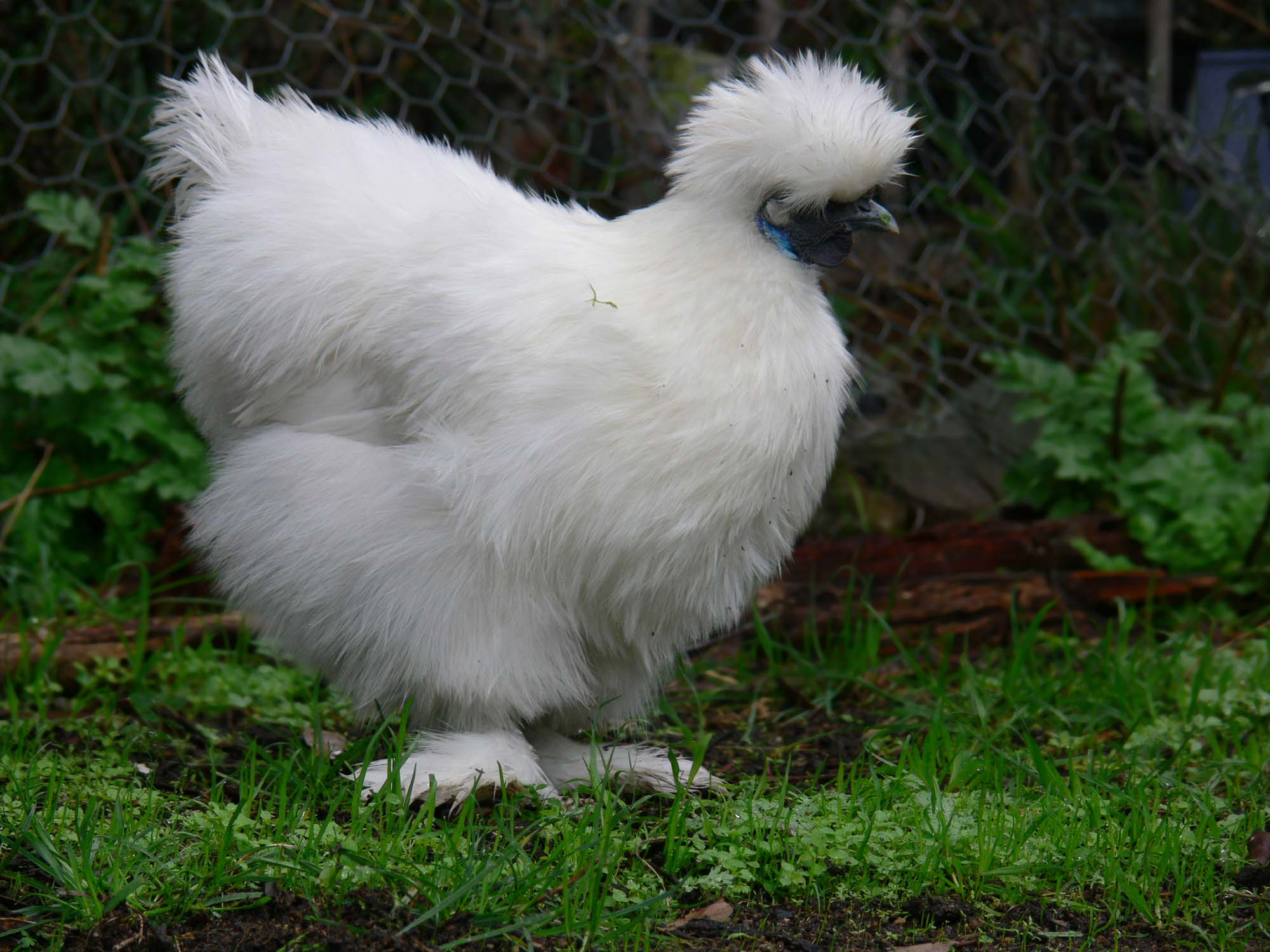
Kur domácí má i mnoho okrasných plemen, jako např. hedvábička
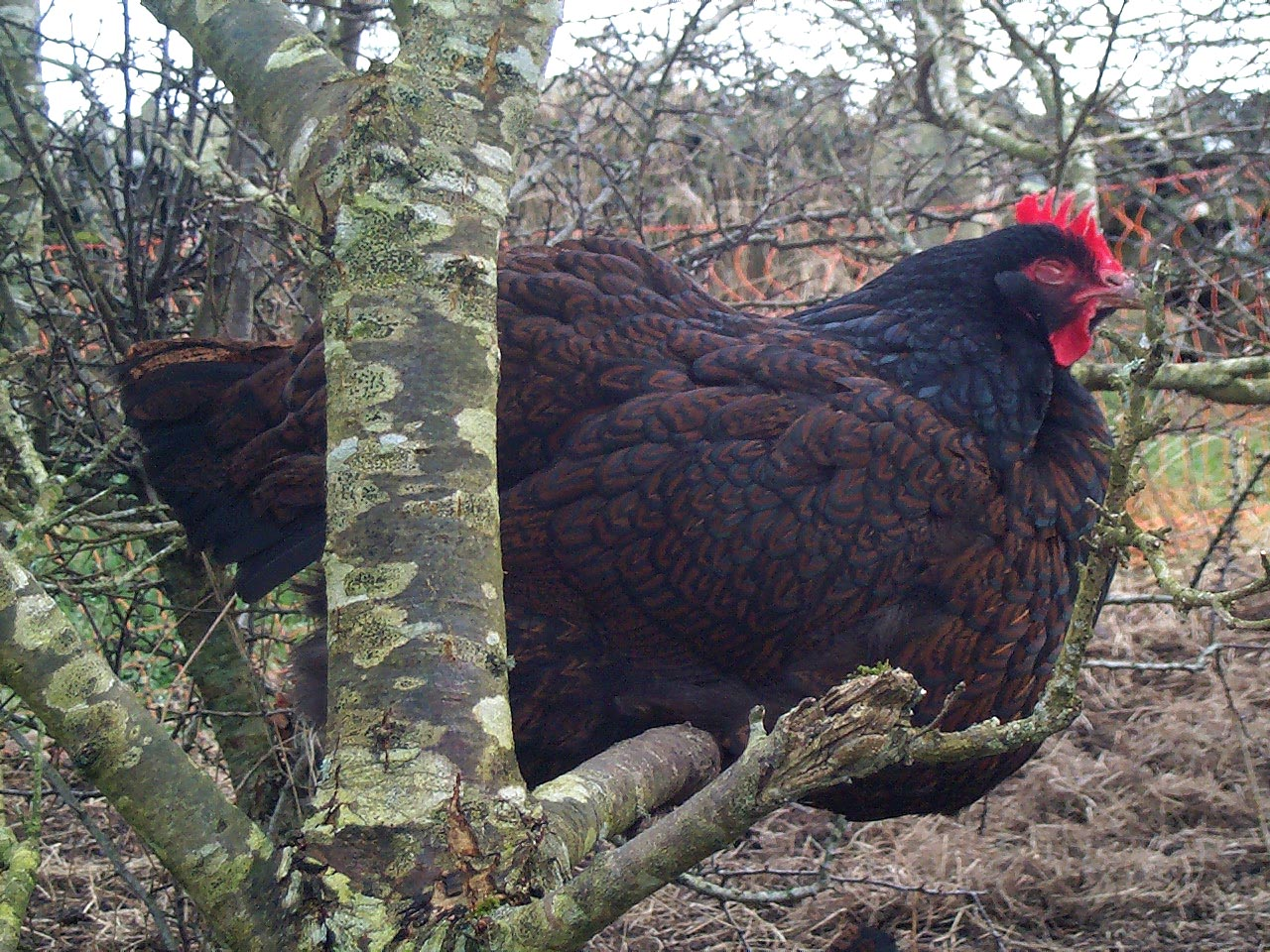
Kur domácí jakožto pták ke spánku rád vyhledává vyvýšená místa, kde se cítí v bezpečí; říká se tomu hřadování
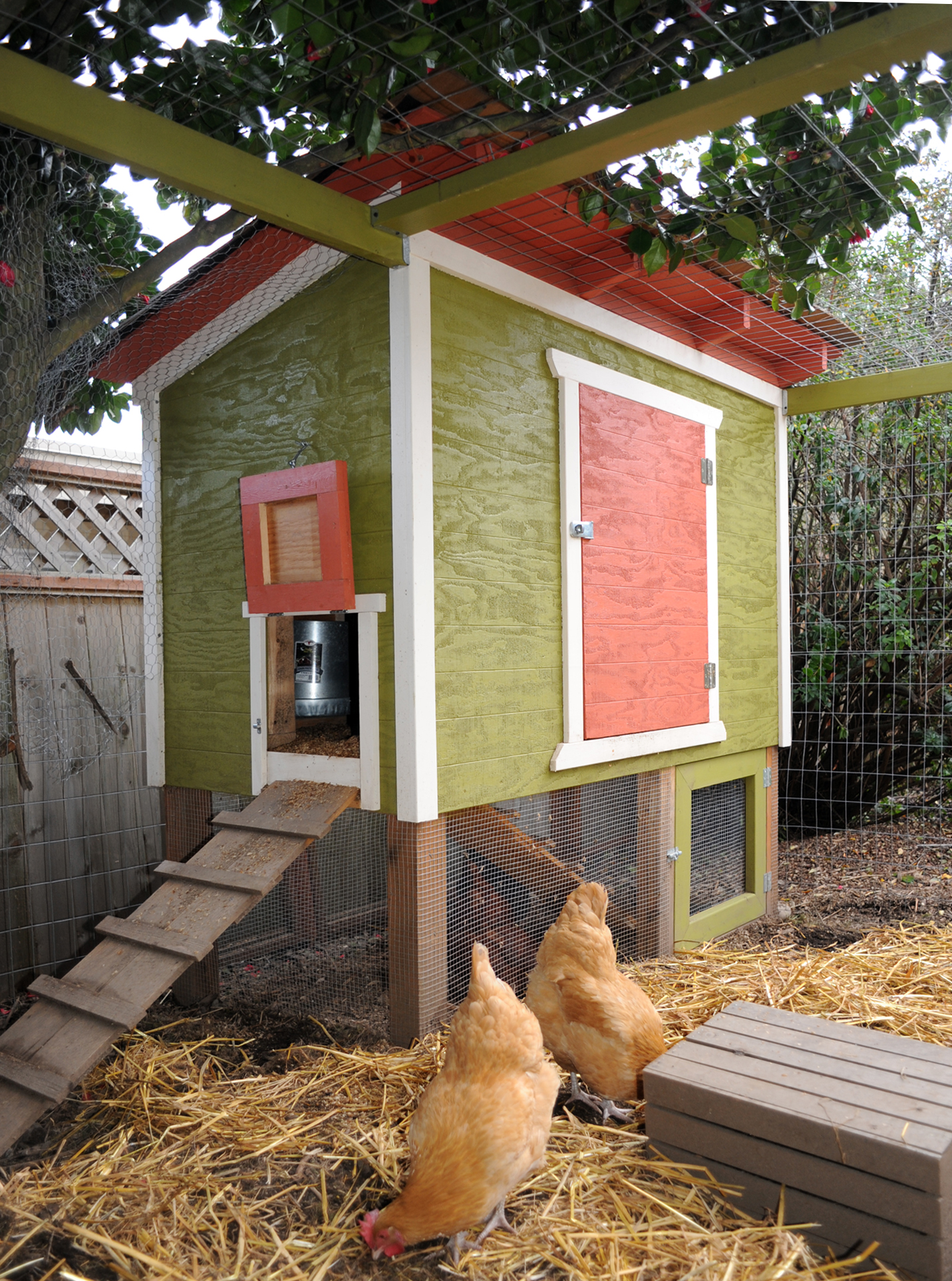
Kurník slouží k ochraně slepic proti predátorům a proti nepříznivému počasí. Měl by však být co nejvíce prosvětlený a větraný, což je pro chov slepic velmi důležité, jelikož slepicím vadí nejvíce průvan a vlhko, takzvaný suchý mráz drůbež snáší poměrně dobře, je nutné zdůraznit že časté zateplování kurníků a vytváření dvojitých stěn je mnohdy pouze dobrý úkryt pro cizopasníky, např. čmelíky
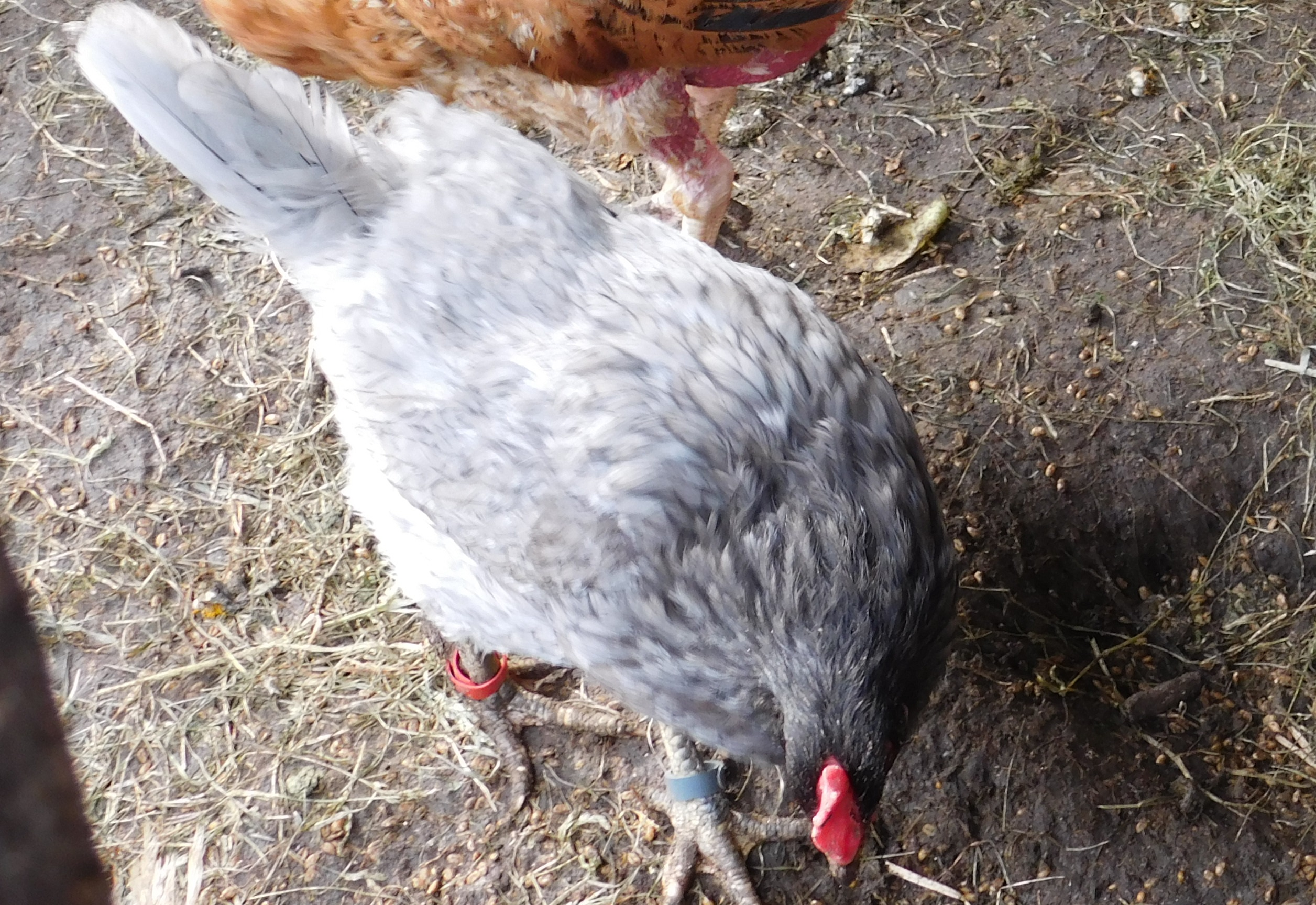
Existuje mnoho společností šlechtících hybridy, kteří mají vyšší snášku oproti obvyklým plemenům, nutno dodat, že na domácím dvoře, zvláštně při původním způsobu chovu bez stálých podmínek drůbežárnových hal, se užitkovost nejlepších plemen může i vyrovnat. Na obrázku je druh s názvem Dominant Modrý (D107), vyšlechtěný společností Dominant CZ.

## Plemena slepic
Následující výčet je neúplný. Ne všechny svazy chovatelů uznávají všechna plemena. V průmyslu (např. Dominant CZ) se chovají speciálně vyšlechtění hybridi, kteří výkonností předčí i nejlepší z dále uvedených plemen – nutno však dodat že jejich užitkovost se testuje v podmínkách halového chovu za stálých tepelných a světelných podmínek, které díky své proměnlivosti v drobném chovu mohou znamenat že se s nejlepšími plemeny mohou snáškově vyrovnat. Jde vždy o finální hybridy, jejíž potomci již nedosahují užitkovosti rodičů a jejich další chov je možný pouze dokupováním nikoliv obnovou chovu z vlastních zvířat. U některých chovatelů se různí názory na tento typ nosnic v drobném chovu, zejména v ohledu na to že při šlechtění se dává přednost snášce před nejednotným zevnějškem a povahou, což způsobuje např. lámavost a jistou neestetičnost opeření, slabší konstituci, větší sklony k zlozvykům a agresivitě, v pozdním věku jsou častěji pozorované onemocnění snáškových orgánů svědčící o jejich opotřebení. Je také pravdou že hybridní typy nosnic vytlačují lépe adaptovaná čistokrevná plemena která byla šlechtěna do podmínek málochovů kde se dnes již zapomíná na jejich odolnost a zachované přirozené pudy nýbrž se dnes vyžaduje maximální užitkovost, například je známo že kvůli lepší možnosti nákupu kuřic před snáškou z velkochovu než koupí čistokrevných kuřat od drobného chovatele pro kterého není ekonomicky výhodné je nabízet starší se počty čistokrevných plemen snižují. Uvedená plemena lidé chovají obvykle primárně pro chovatelské potěšení a okrasu, mnohdy jejich existence balancuje na počtech nepříbuzných chovných jedinců. Plemena se liší charakterem i využitím – nosná, tedy lehká jsou temperamentní, raná a mají špatnou masnou užitkovost, středně těžká též nazývaná kombinovaná plemena bývají vyrovnané povahy a dobrého obojího užitku, masná tedy těžká bývají větší a klidnější, avšak déle rostou. Bojová plemena, jsou velice dobře zmasilá a přispěla k šlechtění užitkových typů ale špatně nesou, většinu bojových plemen není vhodné chovat v hejnu nebo s jinými zvířaty, neboť se často napadají, nicméně k chovateli jsou důvěřivé a dají se snadno ochočit. K většině plemen existují i jejich zdrobnělé varianty a pak samostatná původní zakrslá plemena.

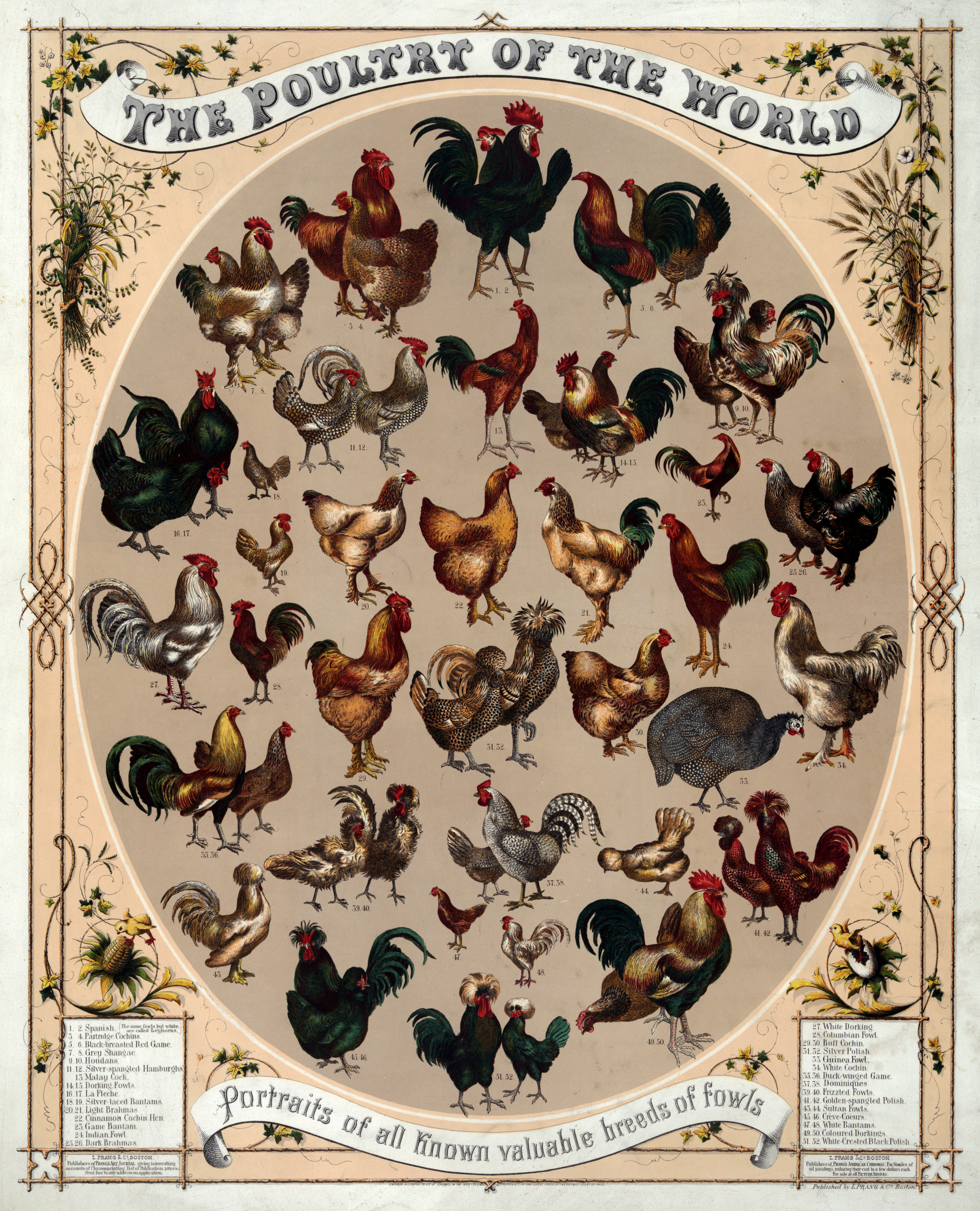
Několik zástupců z bezmála 200 plemen kura domácího

- nosná plemena: andaluska, ankona, araukana, ardeňanka, assendelftka, augsburčanka, australka, bergský kokrháč, berneveldka, brabantská selská slepice, brakelka, cemanská slepice, česká slepice zlatě kropenatá, drentská slepice, fríská slepice, groningenský racek, hamburčanka, hempšírka, isa brown, lakenfeldka, leghornka, maranska, minorka, německá krahujcovitá slepice, norská hnědožlutá slepice, orpingtonka, plymutka, rodajlendka, rýnská slepice, šumavanka, velsumka, vestfálska vysokonosná slepice, vlaška, vranohlávka, vyandotka, východofríský racek
- masná plemena (jatečná plemena): breda, dolnorýnská slepice, dorkinka, faverolka, hudánka, krevkérka, sasexka, severoholandská slepice, žerzejský obr
- plemena s kombinovanou užitkovostí: amrokska, bielefeldka, dominikánka, drážďanka, forverka, kosovský kokrháč, langšanka, lafleška, německá říšska slepice, orlovka, starozagorská červená slepice, sulmtálka, šumenská černá slepice
- bojová plemena: asilka, indická bojovnice, ko šamo (ko gunkei), malajka, novoanglická bojovnice, staroanglická zdrobnělá bojovnice, šamo
- okrasná plemena: antverpský vousáč, bantamka, brabantka, brahmánka, dornikská zakrslá, grubský vousáč, hedvábnička, holanďanka, holandská zakrslá, holokrčka, kočinka, rousné zakrslé, sebritka, soví vousáč, sultánka, sumatranka, šabo (japonky), španělky zdrobnělé, watermalská vousáč, yokohama, zdrobnělá fénixka, zdrobnělá paduánka